# Presidente Kennedy (Tocantins)
Presidente Kennedy é um município brasileiro do estado do Tocantins. Sua população estimada em 2014 era de 3 750 habitantes.
O município de Presidente Kennedy está localizado na Mesorregião Ocidental do Tocantins,na Microrregião de Miracema do Tocantins com as coordenadas geográficas> 08°32'22" de latitude, 48°30'22" e altitude de 247 m, integrante da 5ª Região Administrativa do Estado. 

## História
A origem histórica de Tupiratins não foge às razões que, de uma maneira geral, motivaram a formação de núcleos populacionais na região. Assim é que, de um ponto de passagem no Rio Tocantins, utilizado por viajantes que se dirigiam à cidade de Balsas, no Maranhão, para aquisição de sal, necessário ao abastecimento da vasta região em Goiás, e parada obrigatória das embarcações que navegavam pelo Tocantins, surgiu o povoado. Em 1948, por iniciativa da Prefeitura Municipal de Araguacema, foi construído, no local, um prédio escolar. 
Mas o funcionamento da escola só aconteceu em agosto de 1951, graças às providências de Elias Lopes da Silva e a colaboração de poucos habitantes do povoado, destacando-se o comerciante Jorcelino Ferreira e o criador João Pires de Castro. A fertilidade do solo fez com que de 1952 a 1957 se registrasse a afluência de muitas famílias procedentes do Piauí, Ceará e Maranhão, o que contribuiu bastante para o desenvolvimento da localidade, então denominada 'Panela de Ferro'. 
Duas versões são apresentadas sobre a origem deste topônimo: 1) o nome teria sido tomado do ribeirão Panela de Ferro, que deságua no Rio Tocantins, a um quilômetro abaixo da localidade. 2) colonizadores teriam perdido uma panela de ferro no porto de passagem, onde se localiza também o travessão Panela de Ferro. 
Em 1958, a vila Tupiratins (Distrito criado pela Lei Municipal nº. 10, de 12/12/57 e instalado em 01/01/58) já sentia o êxodo de seus habitantes, provocado pela redução dos trabalhos agrícolas em face da diminuição da oferta de boas terras. Em meio a decadência, o Distrito foi elevado à categoria de Município pela Lei nº. 2.343, de 05/12/1958, após campanha desenvolvida pelo deputado estadual, José de Souza Porto e o Prefeito de Tupirama, Antonio Alencar Leão. 
O nome de Tupiratins foi formado das três primeiras sílabas da palavra Tupirama (município do qual foi desmembrado) e da última sílaba da palavra Tocantins, (principal vertente que banha o Município). Foi instalado em 01/01/1959. Seu primeiro Prefeito nomeado foi o Sr. João Pires de Castro que, em 1960 foi substituído pelo Sr. José Cirilo de Araújo. Em janeiro de 1961 tomou posse o primeiro prefeito eleito, Sr. Elias Lopes da Silva. 
Em 1963 surgiu às margens da Rodovia BR-153 o povoado de Tupiratã, que, no mesmo ano, foi elevado à categoria de Vila pela Lei nº. 44, de 28 de outubro de 1963. 
Em 1964 ainda mais se intensificou o êxodo dos habitantes de Tupiratins. Uma grande enchente no Rio Tocantins provocou enormes prejuízos à cidade e criou desânimo no seio da população. Data dessa época, mais precisamente em 13/05/1964, a fundação de mais um povoado no município. Esse povoado recebeu o nome de Presidente Kennedy e foi inicialmente formado por moradores oriundos da sede municipal que buscavam melhores terras para a agricultura e localização à margem da rodovia BR-153 (Belém-Brasília). 
A partir de então, a sede municipal entrou em fase de decadência, mesmo com os melhoramentos executados pelo prefeito municipal, tais como: a construção de uma balsa equipada com o barco motor para a passagem do Rio Tocantins, a construção de uma estrada ligando a cidade com a rodovia BR-153, uma rodovia ligando a sede municipal à cidade de Itacajá. Mesmo assim estas medidas não surtiram o efeito desejado. O prefeito municipal, Sr. Elias Assunção de Oliveira em vista dos anseios do povo resolveu transferir a sede municipal para o povoado de Presidente Kennedy. 
Por força da Lei Estadual de nº. 7.449 de 30/11/71, Tupiratins, teve então sua denominação e sede municipal transferidas para o Povoado de Presidente Kennedy, localizado às margens da rodovia BR-153 (Belém-Brasília) precisamente no km 950. A transferência da Prefeitura e Câmara Municipal só se efetivou definitivamente em 9 de janeiro de 1972. Assim os moradores da antiga sede municipal e mais a afluência de novos habitantes ao crescente povoado passaram a contar os benefícios advindos da tão sonhada rodovia BR-153.